# Лазерная стереолитография
Лазерная стереолитография (сокр. SLA и STL от англ. Stereolithography) — одна из технологий быстрого прототипирования. Аппарат для стереолитографии впервые был запатентован Чаком Халлом в 1984 году.

Процесс стереолитографии

## Основы технологии
Технология лазерной стереолитографии основана на фотоинициированной лазерным излучением или излучением ртутных ламп полимеризации фотополимеризующейся композиции (ФПК).
Данный метод отличается от других тем, что в нем используют в качестве «строительного материала» не порошки, а фотополимеры в жидком состоянии. В ёмкость с жидким фотополимером помещается сетчатая платформа (элеватор), на которой осуществляется "выращивание" прототипа.
С помощью этой технологии спроектированный на компьютере трёхмерный объект синтезируется из жидкой ФПК последовательными тонкими (0,05—0,2 мм) слоями, формируемыми под действием лазерного излучения на подвижной платформе. Как правило, процессор формирования горизонтальных сечений предварительно преобразовывает описание 3D-модели будущего объекта из формата STL-файла в совокупность послойных сечений с требуемым шагом по высоте, массив которых записывается в исполнительный файл с расширением SLI. Данный файл представляет собой набор двумерных векторных данных, обеспечивающих последовательное управление ориентацией луча лазера посредством зеркал в процессе синтеза объекта, команды на включение лазера, перемещение платформы и т.д.
Далее включается лазер, воздействующий на те участки полимера, которые соответствуют стенкам целевого объекта, вызывая их затвердевание. После этого вся платформа погружается чуть глубже, на величину, равную толщине слоя. Также в этот момент специальная щетка орошает участки, которые могли остаться сухими вследствие некоторого поверхностного натяжения жидкости. По завершении построения объект погружают в ванну со специальными составами для удаления излишков и очистки. И, наконец, финальное облучение мощным ультрафиолетовым светом для окончательного отвердевания. Как и многие другие методы 3D-прототипирования, SLA требует возведения поддерживающих структур, которые вручную удаляются по завершении строительства.
Лазерная стереолитография позволяет в кратчайшие сроки (от нескольких часов до нескольких дней) пройти путь от конструкторской или дизайнерской идеи до готовой модели детали.

## Особенности
- Из-за выборочного отвердевания на компоненты и технологию процесса накладываются жесткие двусторонние ограничения. Например, чем гуще смола изначально, тем легче её перевести в полимерное состояние, но и тем хуже её гидромеханические качества. Для чрезмерно жидкого полимера требуется больше времени на успокоение его поверхности после перемещения платформы.
- Чем мощнее введенный в смолу фотоинициатор, тем меньшее времени нужно слабому лазеру для засветки, но и тем меньшее время жизни у всего объёма смолы, так как он подвержен фоновой засветке.

Основным отличием производителей лазерных стереолитографов являются указанные выше характеристики, так как в целом, устройство и принцип действия таких машин идентичны. В любой SLA-машине возможно применение любого расходного материала после соответствующей настройки.
Одно из преимуществ 3D-печати методом SLA — скорость, составляющая в среднем 4-7 мм/час по высоте модели (зависит от загрузки рабочей платформы и шага построения).  Один из производителей оборудования для стереолитографии  - компания 3D Systems (США), - предлагает машины с размерами камеры синтеза от 250х250х250 мм до 1500х750х500 мм . Бельгийская компания «Materialise» создала аппарат, способный создавать объекты размером до двух метров.

## Недостатки
- Среди недостатков SLA обычно называют высокую стоимость как оборудования, так и расходного материала [2].

## Области применения

Пластиковые стереолитографические модели рабочих колес для водомётных движителей, изготовленные по ним восковые модели («восковки») и готовая металлическая отливка

- Создание конструкторских и дизайнерских прототипов, макетов различных изделий и сборок.
- Изготовление формообразующей оснастки при различных видах точного литья. Создание моделей для изготовления формообразующей оснастки из других материалов.
- Создание мастер-модели при изготовлении электродов для электроэрозионной обработки.
- Восстановление объектов по данным рентгеновской, акустической или ЯМР-томографии в медицине, криминалистике, археологии и др.
- Изготовление микрооптики из прозрачных пластических материалов, в том числе для видеокамер нано-БПЛА.[5]